# Sleep (film, 2023)
Pour les articles homonymes, voir Sleep.
Pour plus de détails, voir Fiche technique et Distribution.
Sleep (hangeul : 잠 ; RR : Jam ; litt. « Sommeil ») est un film sud-coréen réalisé par Jason Yu, sorti en 2023. Il s'agit de son premier long métrage,,.
Il est présenté, hors compétition, dans la catégorie « Semaine de la critique » au festival de Cannes 2023,.

## Synopsis
Hyeon-soo (Lee Sun-kyun) et Soo-jin (Jung Yu-mi) sont des jeunes mariés. Une nuit, Soo-jin découvre que son époux Hyeon-soo est somnambule, avec un comportement étrange qui ne lui ressemble pas. Chaque fois que la nuit tombe, elle ne parvient pas à trouver le sommeil, de peur que son mari ne fasse du mal à leur nouveau-né,.

## Fiche technique
Sauf indication contraire ou complémentaire, les informations mentionnées dans cette section peuvent être confirmées par la base de données de KMDb
- Titre original : 잠
- Titre international et français : Sleep
- Réalisation et scénario : Jason Yu
- Musique : Chang Hyuk-jin et Chang Yong-jin
- Direction artistique : Shin Yu-jin
- Costumes : n/a
- Photographie : Kim Tae-soo
- Son : Gong Tae-won
- Montage : Han Mee-yeon
- Production : Kim Lewis Tae-wan[4]
- Production déléguée : Choe Pyeong-ho, Choi Byung-hwan et Han Sang-il
- Société de production : Lewis Pictures[4]
- Sociétés de distribution : Lotte Entertainment[4] (Corée du Sud) ; The Jokers (France)
- Pays de production :  Corée du Sud
- Langue originale : coréen
- Format : couleur
- Genre : énigme, horreur, thriller
- Durée : 95 minutes[4]
- Dates de sortie :
  - France : 21 mai 2023 (festival de Cannes)[4] ; 21 février 2024 (sortie nationale)[5]
  - Corée du Sud : 6 septembre 2023[6]

## Distribution
- Jung Yu-mi (VF : Claire Tefnin) : Soo-jin
- Lee Sun-kyun (VF : Olivier Prémel) : Hyeon-soo
- Kim Geum-soon : Haegoong, la chamane
- Lee Dong-chan : le grand-père de Park Choon-ki
- Kim Gook-hee (en) : Park Min-jeong, la voisine du rez-de-chaussée
- Lee Kyung-jin (en) : la mère de Soo-jin
- Yoon Kyung-ho (en) : le psychiatre
- Park Hyeon-jeong : l'infirmière de la clinique du sommeil
- Oh Yoon-soo : la fille du propriétaire
- Kim Nam-woo : un collègue de Soo-jin

## Production

### Développement
En octobre 2021, les acteurs Jung Yu-mi et Lee Sun-kyun confirment leur apparition en couple marié, Soo-jin et Hyeon-soo, dans le premier film d'horreur de Jason Yu, en tant que scénariste et réalisateur, produit par la société Lewis Pictures.
Concernant l'histoire, avant de la transformer en cauchemar, Jason Yu s'est inspiré des moments où il s'apprêtait à se marier avec sa petite amie depuis sept ans : « En écrivant, mon objectif était, au départ, bien sûr, de faire un film de genre amusant. Mais, comme mon sujet, à l'époque, était le mariage, je voulais aussi parler de la vie conjugale. », explique-t-il avant d'ajouter : « Au début, j'essayais de comprendre le somnambulisme (…),puis je me suis demandé à quoi ressemblerait la vie quotidienne d'un être cher, qui doit rester aux côtés d'un somnambule. »,.
En pleine pré-production, Bong Joon-ho a apprécié le travail de Jason Yu, étant son assistant réalisateur pendant la période du film Okja (옥자, 2017), et avait recommandé Lee Sun-kyun d'interpréter le rôle du mari, Hyeon-soo.

### Tournage
Le tournage s'achève le 12 avril 2022,.

## Accueil

### Festival et sorties
Le 17 avril 2023, le Syndicat français de la critique de cinéma qui dévoile la sélection de la Semaine de la critique annonce que Sleep en fait partie des invités au 76e festival de Cannes. La projection a lieu le 21 mai suivant à l’Espace Miramar, avec Jason Yu, Jung Yu-mi et Lee Sun-kyun. Le réalisateur, en pleine interview, avoue que, dans son rêve, « tout le monde huait », et, une fois sous les applaudissements à la fin du film, il était « profondément ému. ».
Il sort le 6 septembre suivant, dans les salles obscures au Corée du Sud.
Le réalisateur Bong Joon-ho, satisfait de son ancien assistant, déclare que « c'est le film d'horreur le plus unique que j'ai vu au cours des dix dernières années, et c'est un premier film intelligent. ».

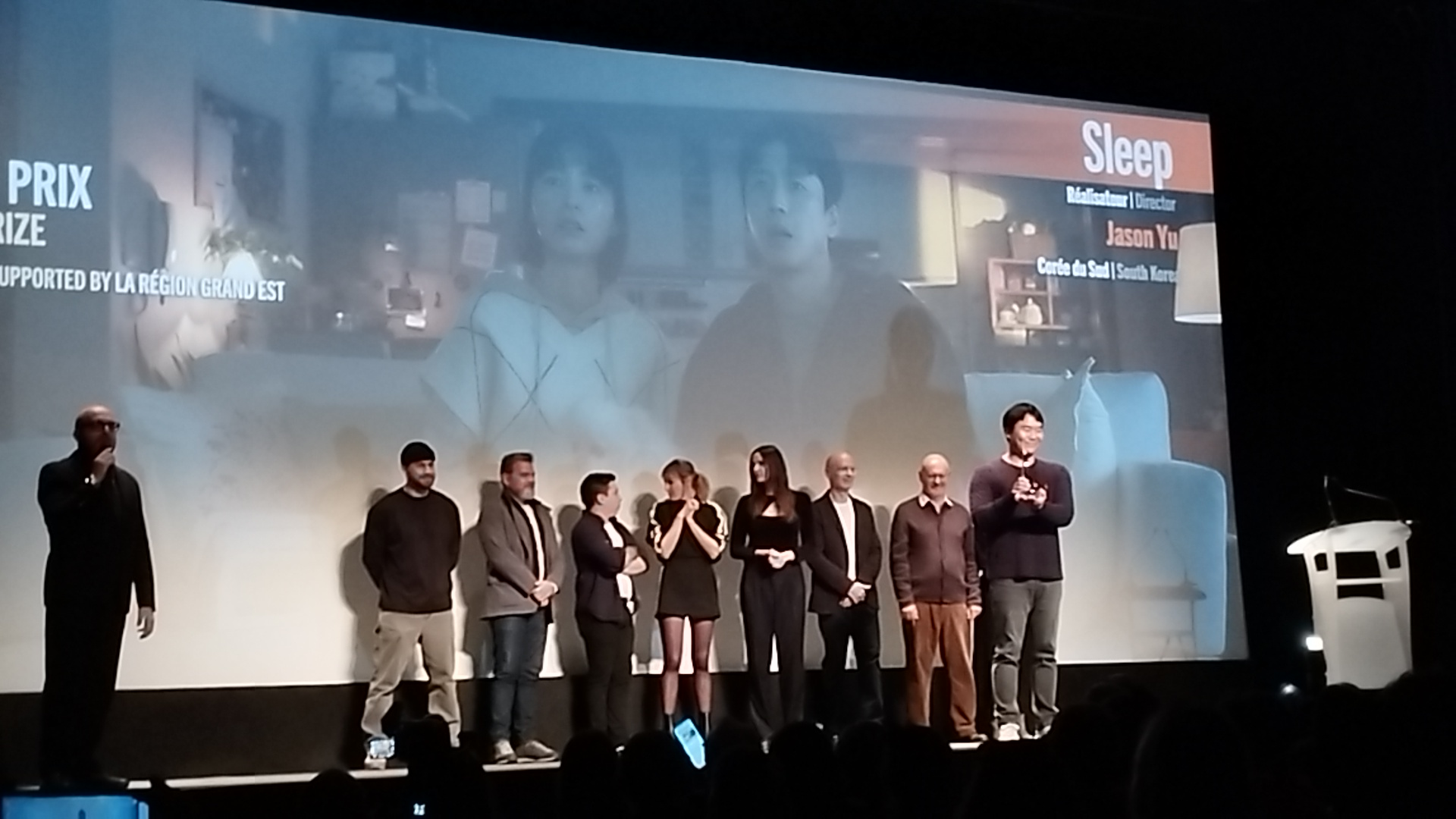
Jason Yu, récompensé au Festival international du film fantastique de Gérardmer.

En décembre 2023, le film est également sélectionné au Festival international du film fantastique de Gérardmer, où il projette le 27 janvier 2024 et où le réalisateur décroche le Grand prix,
En France, Manuel Chiche, patron de la société de distribution The Jokers, se charge de la diffusion de ce film. Il sort le 21 février 2024  dans les salles.

### Critiques
Après la projection cannoise, pour Emmanuelle Spadacenta du Cinemateaser, c'est un « brillant premier long métrage » alliant « à merveille la peur théorique et l’effroi concret. ». Marilou Duponchel des Trois couleurs assure que c'est d'« une perfection de film de genre où se mêlent rire et effroi. Une profonde et subtile réflexion sur la conjugalité. », Jean-Baptiste Morain des Inrockuptibles pour « un premier long métrage, entre film d’horreur et comédie, fort réussi. » et Luc Chessel de Libération : « Jason Yu distille une habile ambiance d’angoisse. ».
En France, le site Allociné propose une moyenne de 3,9⁄5, d'après l'interprétation de 23 critiques de presse.
Après la sortie française, François Forestier de L'Obs déclare que « c'est intelligent, bien raconté avec talent », mais « attention ! vous n’en dormirez plus… » bien que « la nuit, il est un survival  effréné faisant des crises de somnambulisme le réceptacle métaphorique de l’anxiété des jeunes parents. Un petit coup de maître », souligne Jérémie Oro des Inrockuptibles.

## Distinctions

### Récompenses
- Blue Dragon Film Awards 2023 : meilleure actrice pour Jung Yu-mi[25]

- Festival du film fantastique de Gérardmer 2024 : Grand prix[26],[27]

### Nominations et sélections
- Blue Dragon Film Awards 2023[28] :
  - Meilleur réalisateur débutant pour Jason Yu
  - Meilleur montage pour Han Mi-yeon

- Festival de Cannes 2023 :
  - Grand prix de la Semaine de la critique
  - Caméra d'or[8]